# Lee Sang-yong
Đây là một tên người Triều Tiên, họ là Lee.
Lee Sang-Yong(sinh ngày 9 tháng 1 năm 1986) là một cầu thủ bóng đá Hàn Quốc và đang là cầu thủ tự do.
Anh từng thi đấu cho Chunnam Dragons ở K League.

## Thống kê sự nghiệp câu lạc bộ
| Thành tích câu lạc bộ | Thành tích câu lạc bộ | Thành tích câu lạc bộ | Giải vô địch | Giải vô địch | Cúp     | Cúp       | Cúp Liên đoàn | Cúp Liên đoàn | Châu lục | Châu lục  | Tổng cộng | Tổng cộng |
| Mùa giải              | Câu lạc bộ            | Giải vô địch          | Số trận      | Bàn thắng    | Số trận | Bàn thắng | Số trận       | Bàn thắng     | Số trận  | Bàn thắng | Số trận   | Bàn thắng |
| Hàn Quốc              | Hàn Quốc              | Hàn Quốc              | Giải vô địch | Giải vô địch | Cúp KFA | Cúp KFA   | Cúp Liên đoàn | Cúp Liên đoàn | Châu Á   | Châu Á    | Tổng cộng | Tổng cộng |
| --------------------- | --------------------- | --------------------- | ------------ | ------------ | ------- | --------- | ------------- | ------------- | -------- | --------- | --------- | --------- |
| 2008                  | Chunnam Dragons       | K League              | 1            | 0            | 0       | 0         | 0             | 0             | 2        | 0         | 3         | 0         |
| Tổng cộng             | Hàn Quốc              | Hàn Quốc              | 1            | 0            | 0       | 0         | 0             | 0             | 2        | 0         | 3         | 0         |
| Tổng cộng sự nghiệp   | Tổng cộng sự nghiệp   | Tổng cộng sự nghiệp   | 1            | 0            | 0       | 0         | 0             | 0             | 2        | 0         | 3         | 0         |